# Arnoglossum
 Arnoglossum  Raf., 1817 è un genere di piante angiosperme dicotiledoni della famiglia delle Asteraceae (sottofamiglia Asteroideae).

## Etimologia
Il nome del genere deriva da due parole greche "arnos" (= agnello) e "glossum" (= lingua) ed è un antico nome per alcune specie di Plantago.
Il nome scientifico del genere è stato definito dal botanico Constantine Samuel Rafinesque (1783-1840) nella pubblicazione " Florula Ludoviciana, or, a Flora of the State of Louisiana. Translated, Revised, and Improved, from the French of C.C.Robin, by C.S.Rafinesque. New York" ( Fl. Ludov. 64) del 1817.

## Descrizione

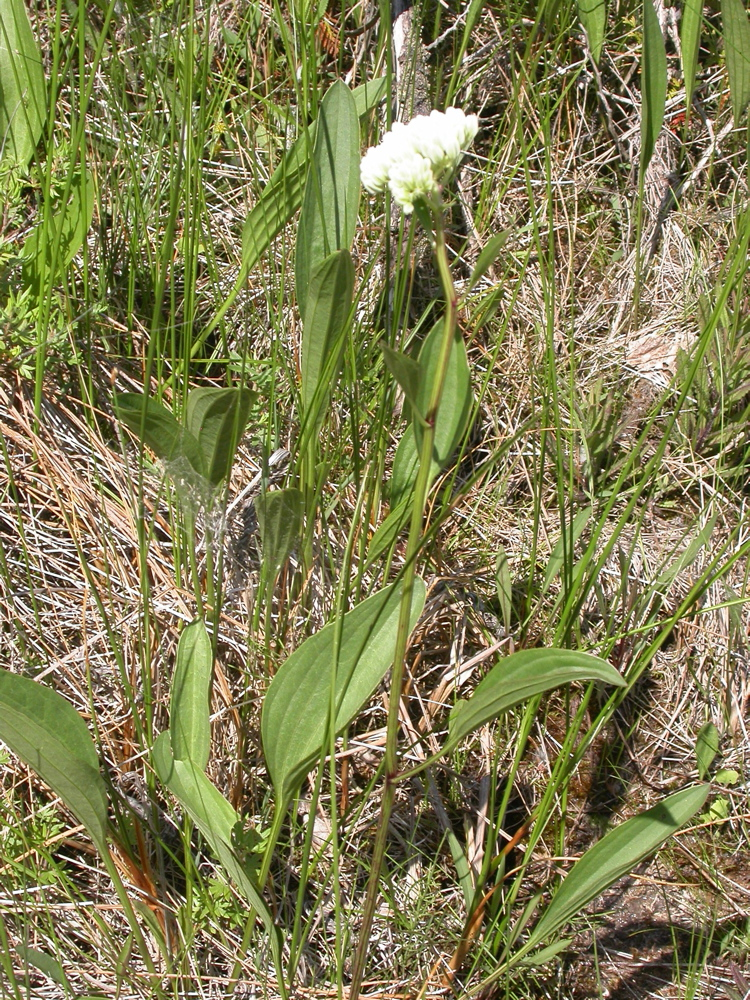
Il portamento
Arnoglossum plantagineum

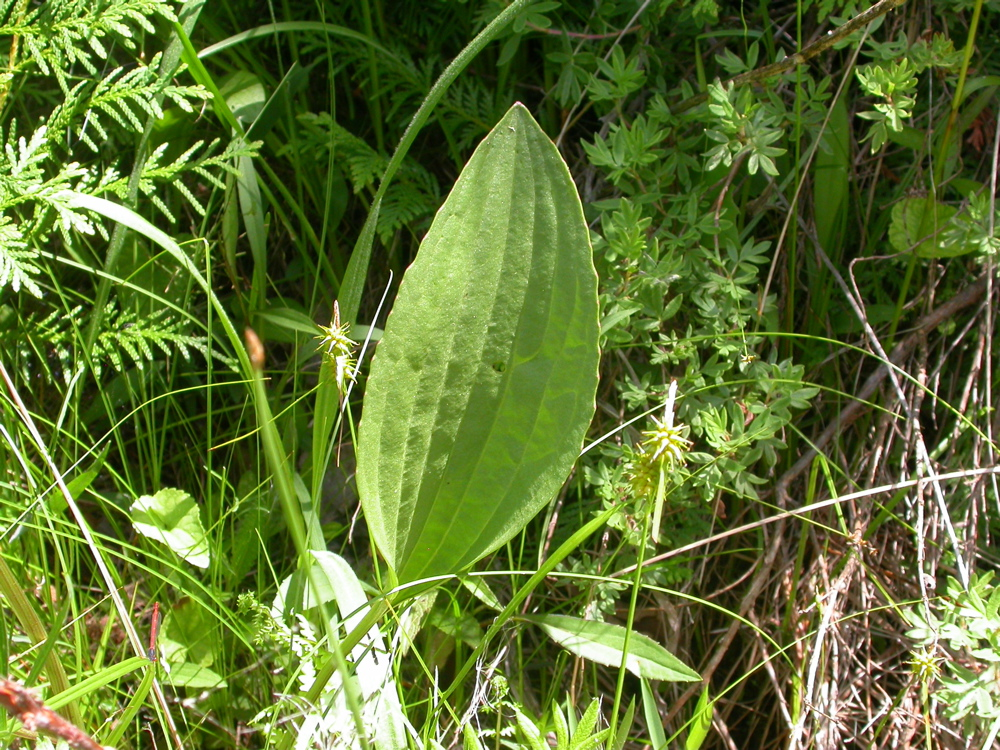
Le foglie
Arnoglossum plantagineum

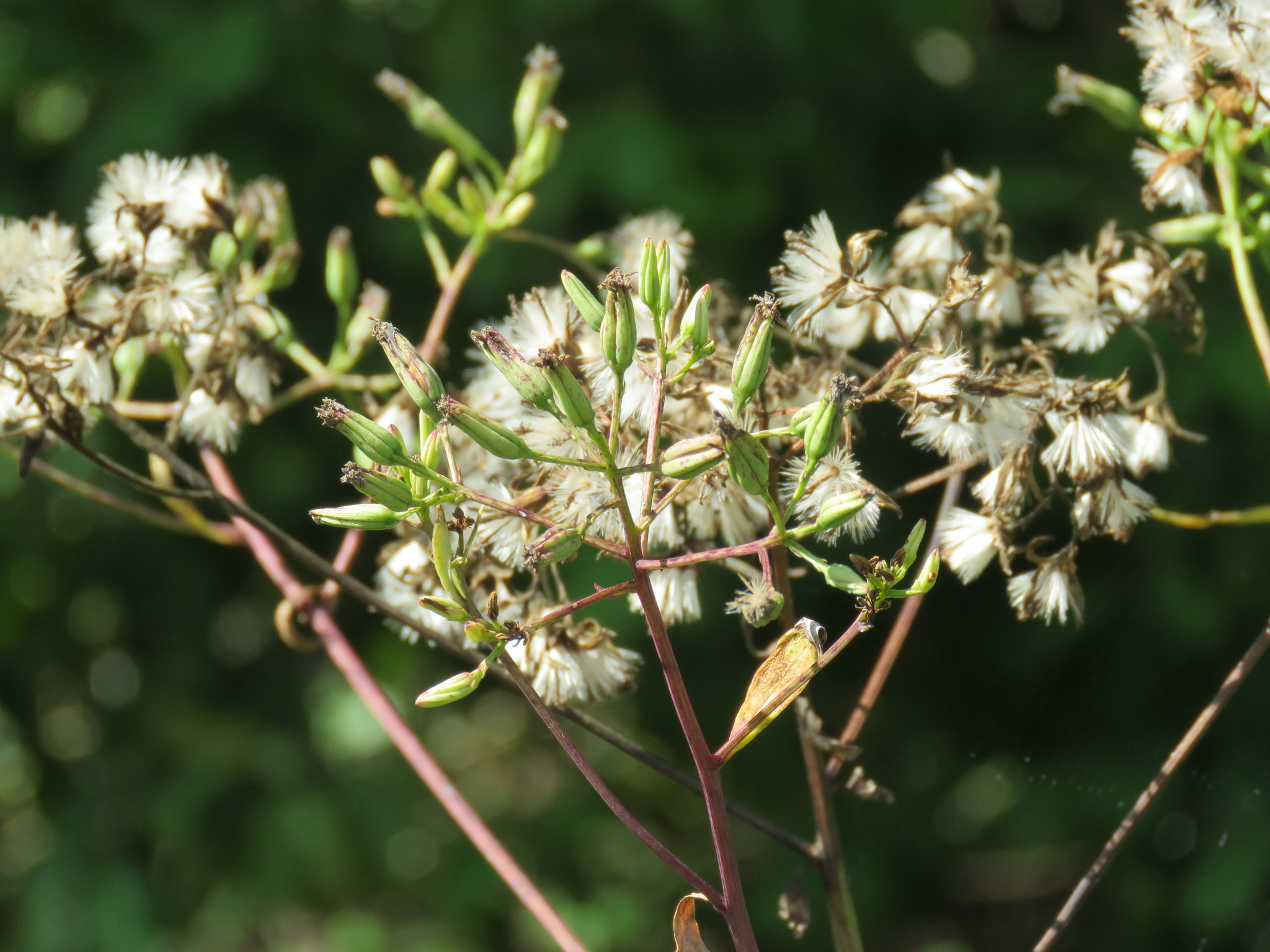
Infiorescenza
Arnoglossum ovatum

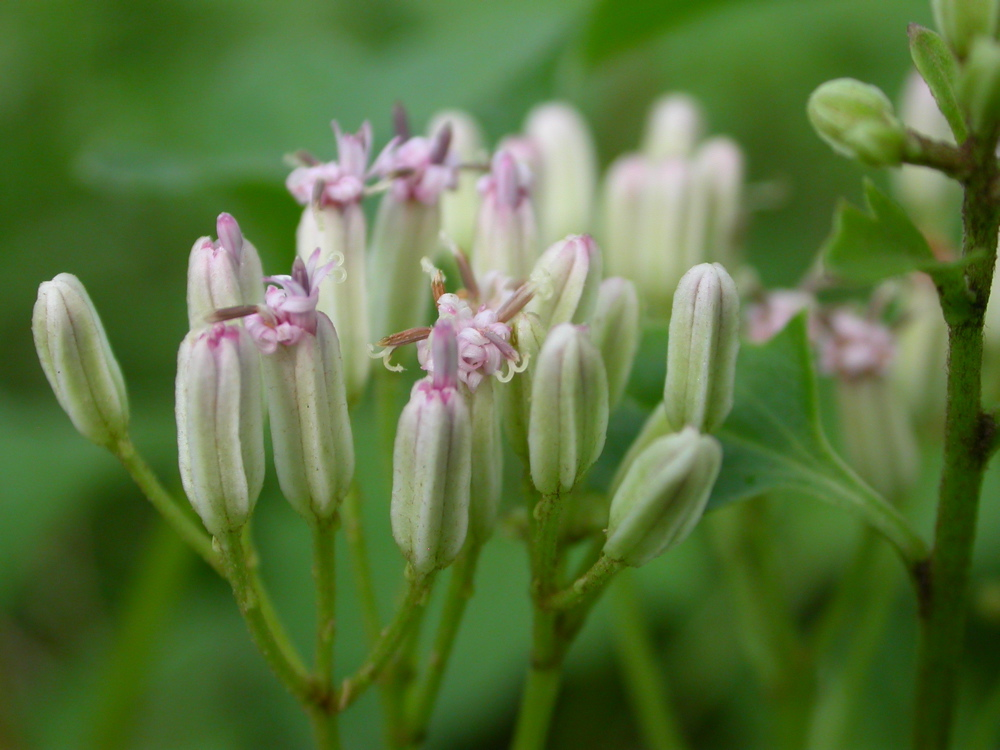
I fiori
Arnoglossum diversifolium

Habitus. Le specie di questo genere hanno un habitus di tipo erbaceo perenne. Le superfici delle piante possono essere sia glabre che pubescenti per peli semplici. Altezza massima: 30 – 300 cm.
Radici. Le radici sono secondarie da rizoma (i rizomi possono essere striscianti) oppure sono tuberose (pelose, carnose o fibrose).
Fusto. La parte aerea in genere è unica ed eretta, semplice o poco ramosa.
Foglie. Le foglie sono sia basali che cauline disposte in modo alternato e sono picciolate o sessili (quelle superiori). Il contorno della lamina è intero (a volte lobato o sinuato) con varie forme da ovate-cordate a ellittiche, oppure deltate, astate, ovate, reniformi o lanceolate. In alcune specie le venature sono palmate. Le superfici in genere sono glabre.
Infiorescenza. Le sinflorescenze sono composte da pochi piccoli capolini raccolti in corimbi. Le infiorescenze vere e proprie sono formate da un capolino terminale peduncolato di tipo discoide. Alla base dell'involucro (la struttura principale del capolino) non è presente un calice. I capolini sono formati da un involucro, con forme da cilindriche a turbinate, composto da 5 brattee, al cui interno un ricettacolo fa da base ai fiori. Le brattee sono disposte in modo embricato su 1 - 2 serie e possono essere connate alla base. Il ricettacolo, a volte alveolato, è nudo (senza pagliette a protezione della base dei fiori); la forma è conica. Diametro dell'involucro: 2,5 – 5 mm.
Fiori.  I fiori (pochi) sono tetra-ciclici (formati cioè da 4 verticilli: calice – corolla – androceo – gineceo) e pentameri (calice e corolla formati da 5 elementi). Sono inoltre ermafroditi, tubulosi e actinomorfi.
- Formula fiorale:

*/x K {\displaystyle \infty }, [C (5), A (5)], G 2 (infero), achenio
- Calice: i sepali del calice sono ridotti ad una coroncina di squame.
- Corolla: nella parte inferiore i petali della corolla sono saldati insieme e formano un tubo. In particolare le corolle dei fiori del disco centrale (tubulosi) terminano con delle fauci dilatate a raggiera con cinque profondi lobi più o meno patenti. Il colore delle corolle è bianco, giallo o rosa.
- Androceo: gli stami sono 5 con dei filamenti liberi. La parte basale del collare dei filamenti può essere dilatata. Le antere invece sono saldate fra di loro e formano un manicotto che circonda lo stilo. Le antere sono senza coda ("ecaudate") oppure sono sagittate o anche minutamente auricolate; a volte sono presenti delle appendici apicali che possono avere varie forme (principalmente lanceolate). La struttura delle antere è di tipo tetrasporangiato, raramente sono bisporangiate. Il tessuto endoteciale è radiale. Il polline è tricolporato (tipo "helianthoid").[11]
- Gineceo: lo stilo è biforcato con due stigmi nella parte apicale. La forma degli stigmi è troncata, inoltre è penicillato. Le superfici stigmatiche sono continue.  L'ovario è infero uniloculare formato da 2 carpelli.

Frutti. I frutti sono degli acheni con pappo. La forma degli acheni è oblunga; la superficie è percorsa da 10 - 15 coste longitudinali e può essere glabra. Non sempre il carpoforo è distinguibile. Il pappo è formato da 100 - 200 setole snelle, bianche o fulve, lisce o barbate; possono essere sia persistenti che caduche.

## Biologia
Impollinazione: l'impollinazione avviene tramite insetti (impollinazione entomogama tramite farfalle diurne e notturne).

Riproduzione: la fecondazione avviene fondamentalmente tramite l'impollinazione dei fiori (vedi sopra).

Dispersione: i semi (gli acheni) cadendo a terra sono successivamente dispersi soprattutto da insetti tipo formiche (disseminazione mirmecoria). In questo tipo di piante avviene anche un altro tipo di dispersione: zoocoria. Infatti gli uncini delle brattee dell'involucro (se presenti) si agganciano ai peli degli animali di passaggio disperdendo così anche su lunghe distanze i semi della pianta. Inoltre per merito del pappo il vento può trasportare i semi anche a distanza di alcuni chilometri (disseminazione anemocora).

## Distribuzione e habitat
Le specie di questo genere sono distribuite in America nord-orientale (USA e Canada).

## Tassonomia
La famiglia di appartenenza di questa voce (Asteraceae o Compositae, nomen conservandum) probabilmente originaria del Sud America, è la più numerosa del mondo vegetale, comprende oltre 23.000 specie distribuite su 1.535 generi, oppure 22.750 specie e 1.530 generi secondo altre fonti (una delle checklist più aggiornata elenca fino a 1.679 generi). La famiglia attualmente (2021) è divisa in 16 sottofamiglie; la sottofamiglia Asteroideae è una di queste e rappresenta l'evoluzione più recente di tutta la famiglia.

### Filogenesi
Il genere di questa voce appartiene alla sottotribù Tussilagininae della tribù Senecioneae (una delle 21 tribù della sottofamiglia Asteroideae). La sottotribù descritta in tempi moderni da Bremer (1994), dopo le analisi di tipo filogenetico sul DNA del plastidio (Pelser et al., 2007) è risultata parafiletica con le sottotribù Othonninae e Brachyglottidinae annidiate al suo interno. Attualmente con questa nuova circoscrizione la sottotribù Tussilagininae s.s. risulta suddivisa in quattro subcladi.
Il genere di questa voce appartiene al subclade la cui distribuzione è esclusiva del Nuovo Mondo. Si tratta di un clade ben supportato dai dati ricavati dalle analisi del DNA combinati con dati morfologici, ed è diviso in due parti: una prima parte comprende un clade con generi del Sud America chiamato anche Gynoxoid group; una seconda parte è formata da un clade (“gruppo fratello” del primo) di 7 generi del Nord e Sud America (Arnoglossum, Barkleyanthus, Pittocaulon, Psacalium, Robinsonecio, Roldana e Telanthophora). In questo ultimo gruppo Arnoglossum costituisce il "core" del clade (ultima entità diversificata evolutivamente) e insieme al genere Barkleyanthus formano un “gruppo fratello”. In particolare l'area di evoluzione delle specie di questo genere, nell'ambito geografico delle tossilaggini, insieme ai generi Yermo e Rugelia, può essere considerata come un sottocentro del gruppo di tusilaggini Mesoamericano.
l cladogramma seguente, tratto dallo studio citato e semplificato, mostra una possibile configurazione filogenetica del gruppo.
|  | Psacalium                                                     |
|  |                                                               |
|  | \| \| Barkleyanthus \| \| \| \| \| \| Arnoglossum \| \| \| \| |
|  |                                                               |
|  | Barkleyanthus                                                 |
|  |                                                               |
|  | Arnoglossum                                                   |
|  |                                                               |

|  | Barkleyanthus |
|  |               |
|  | Arnoglossum   |
|  |               |

|  | Psacalium                                                     |
|  |                                                               |
|  | \| \| Barkleyanthus \| \| \| \| \| \| Arnoglossum \| \| \| \| |
|  |                                                               |
|  | Barkleyanthus                                                 |
|  |                                                               |
|  | Arnoglossum                                                   |
|  |                                                               |

|  | Barkleyanthus |
|  |               |
|  | Arnoglossum   |
|  |               |

|  | Psacalium                                                     |
|  |                                                               |
|  | \| \| Barkleyanthus \| \| \| \| \| \| Arnoglossum \| \| \| \| |
|  |                                                               |
|  | Barkleyanthus                                                 |
|  |                                                               |
|  | Arnoglossum                                                   |
|  |                                                               |

|  | Barkleyanthus |
|  |               |
|  | Arnoglossum   |
|  |               |

|  | Psacalium                                                     |
|  |                                                               |
|  | \| \| Barkleyanthus \| \| \| \| \| \| Arnoglossum \| \| \| \| |
|  |                                                               |
|  | Barkleyanthus                                                 |
|  |                                                               |
|  | Arnoglossum                                                   |
|  |                                                               |

|  | Barkleyanthus |
|  |               |
|  | Arnoglossum   |
|  |               |

|  | Psacalium                                                     |
|  |                                                               |
|  | \| \| Barkleyanthus \| \| \| \| \| \| Arnoglossum \| \| \| \| |
|  |                                                               |
|  | Barkleyanthus                                                 |
|  |                                                               |
|  | Arnoglossum                                                   |
|  |                                                               |

|  | Barkleyanthus |
|  |               |
|  | Arnoglossum   |
|  |               |

|  | Psacalium                                                     |
|  |                                                               |
|  | \| \| Barkleyanthus \| \| \| \| \| \| Arnoglossum \| \| \| \| |
|  |                                                               |
|  | Barkleyanthus                                                 |
|  |                                                               |
|  | Arnoglossum                                                   |
|  |                                                               |

|  | Barkleyanthus |
|  |               |
|  | Arnoglossum   |
|  |               |

|  | Psacalium                                                     |
|  |                                                               |
|  | \| \| Barkleyanthus \| \| \| \| \| \| Arnoglossum \| \| \| \| |
|  |                                                               |
|  | Barkleyanthus                                                 |
|  |                                                               |
|  | Arnoglossum                                                   |
|  |                                                               |

|  | Barkleyanthus |
|  |               |
|  | Arnoglossum   |
|  |               |

|  | Psacalium                                                     |
|  |                                                               |
|  | \| \| Barkleyanthus \| \| \| \| \| \| Arnoglossum \| \| \| \| |
|  |                                                               |
|  | Barkleyanthus                                                 |
|  |                                                               |
|  | Arnoglossum                                                   |
|  |                                                               |

|  | Barkleyanthus |
|  |               |
|  | Arnoglossum   |
|  |               |

I caratteri distintivi del genere  Arnoglossum sono:
- sono presenti sia le foglie basali che cauline;
- l'involucro è privo del calice basale esterno ed è composto da 5 brattee;
- i fiori per capolino sono pochi (5);
- la corolla è profondamente lobata;
- si tratta di un endemismo del Nord America.

Il numero cromosomico delle specie di questo genere è: 2n = 25, 26, 27, 28 e 55.

### Elenco delle specie
Questo genere ha 8 specie:
- Arnoglossum album L.C.Anderson
- Arnoglossum atriplicifolium  (L.) H.Rob.
- Arnoglossum diversifolium  (Torr. & A.Gray) H.Rob.
- Arnoglossum floridanum  (A.Gray) H.Rob.
- Arnoglossum ovatum  (Walter) H.Rob.
- Arnoglossum plantagineum  Raf.
- Arnoglossum reniforme  (Hook.) H.Rob.
- Arnoglossum sulcatum  (Fernald) H.Rob.

### Sinonimi
Sono elencati alcuni sinonimi per questa entità:
- Adenimesa Nieuwl., 1914
- Conophora  (DC.) Nieuwl., 1914
- Mesadenia  Raf., 1838